# Storia dell'algebra omologica
La storia dell'algebra omologica si può dividere in tre periodi e può considerarsi un cammino graduale.
Il primo ha inizio negli anni 1940 con i lavori classici di Samuel Eilenberg, Saunders MacLane, D. K. Faddeev, Richard Baer, nonché Henri Cartan. Questi sviluppi possono considerarsi come la nascita e la crescita di un linguaggio per descrivere le proprietà topologiche di oggetti geometrici. Dopo un primo periodo nel quale l'algebra omologica si dimostra utile in un'ampia gamma di applicazioni, si ha un primo tentativo di collocarla in una posizione più astratta su una base uniforme. Con il libro "Homological Algebra" del 1956 Cartan e Eilenberg giungono ad una prima sistemazione basandosi sulla risoluzione proiettiva e sulla risoluzione iniettiva. Fino a questo punto lo strumento computazionale per eccellenza dell'algebra omologica è la sequenza spettrale; queste sequenze sono essenziali, in particolare, per calcolare i funtori derivati di una composizione di due funtori
Si ha poi la pubblicazione nel 1957 dell'articolo di Alexander Grothendieck dal titolo Sur quelques points d'algèbre homologique sul Tohoku Mathematical journal nel 1957 (ma la pubblicazione risulta ritardata di tre anni) che avvia un secondo stadio fondazionale, noto presso gli addetti ai lavori semplicemente come Tohoku. Questo approccio si serve del concetto di categoria abeliana per introdurre i fasci di gruppi abeliani. In questi anni inizia l'influenza di Grothendieck e della sua scuola di geometria algebrica.
Il terzo periodo ha inizio nel 1963 con la introduzione della nozione di categoria derivata e dura tutt'oggi. Questo genere di categoria viene introdotto nella tesi scritta da J.-L. Verdier con la supervisione di Grothendieck e costituisce un esempio di categoria triangolata. Questi generi di categorie inizialmente sono stati utilizzate quasi solo nella geometria algebrica e solo intorno al 1980 hanno cominciato ad essere utilizzate in un numero sempre maggiore di settori. Solo dopo i lavori di M. Sato e della sua scuola sull'analisi microlocale e dopo l'introduzione della teoria dei D-moduli e dei fasci perversi con applicazioni alla teoria della rappresentazione le categorie derivate sono state utilizzate sempre più estesamente. Con questo approccio le sequenze spettrali risultano meno essenziali, ma giocano ancora un ruolo importante ogni qual volta si rende necessario un calcolo concreto.
Va ricordato anche che vi sono stati tentativi di 'teorie non commutative' che possano estendere la prima coomologia come i torsori (importanti nella coomologia di Galois).